# John & Aage
John & Aage er en dansk komikerduo, som stadig optræder sammen, skabt af Povl Erik Carstensen og Morten Lorentzen på den københavnske tv-station Kanal 2 i 1986. John & Aage var værter i skjult kamera-filmen Huller i suppen (1989), instrueret af Lorentzen og Carstensen. I 1992 blev duoen værter på TV3-programmet Helt Hysterisk, og de begyndte at optræde live. I 1993 blandt andet engageret som humoristisk indslag på TV2's Søndagssporten.